# دورة ألعاب أمريكا الجنوبية

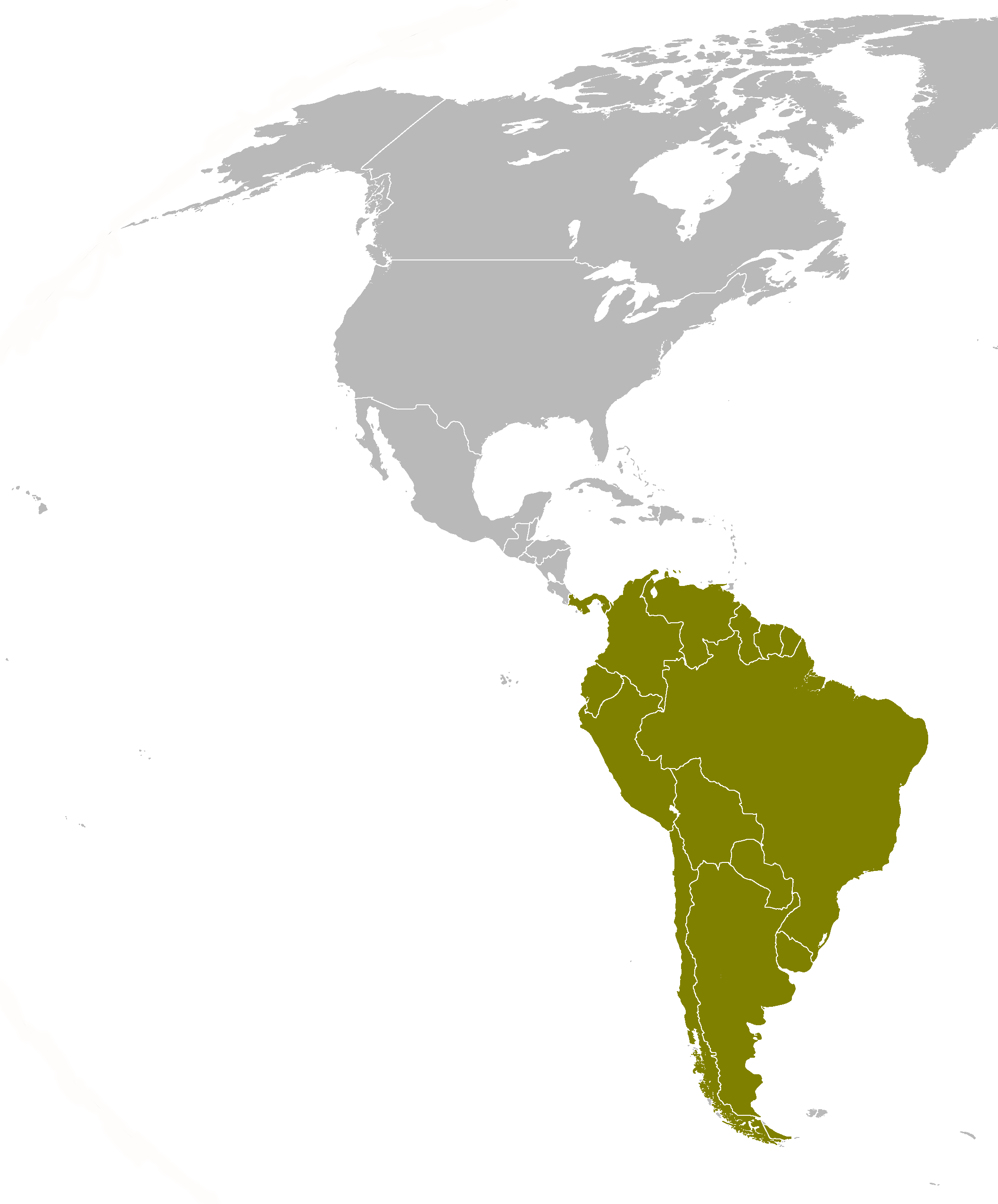

ألعاب أمريكا الجنوبية وتسمى أيضاً ألعاب الصليب الجنوبي وهي منافسات رياضية تُقام بين دول قارة أمريكا الجنوبية في كُل 4 سنوات وهي تحت إشراف منظمة أمريكا الجنوبية الأولمبية.
أُقيمت أول بطولة في سنة 1978 في مدينة لاباز عاصمة بوليفيا وأُقيمت آخر نُسخة في سنة 2010 في مدينة سانتياغو عاصمة تشيلي وفي 2018 ستُقام في مدينة كوتشابامبا في بوليفيا، أكثر دولة أحرزت مداليات ذهبية في هذه الألعاب هي الأرجنتين ثُم تليها البرازيل.